# Pansarvärn

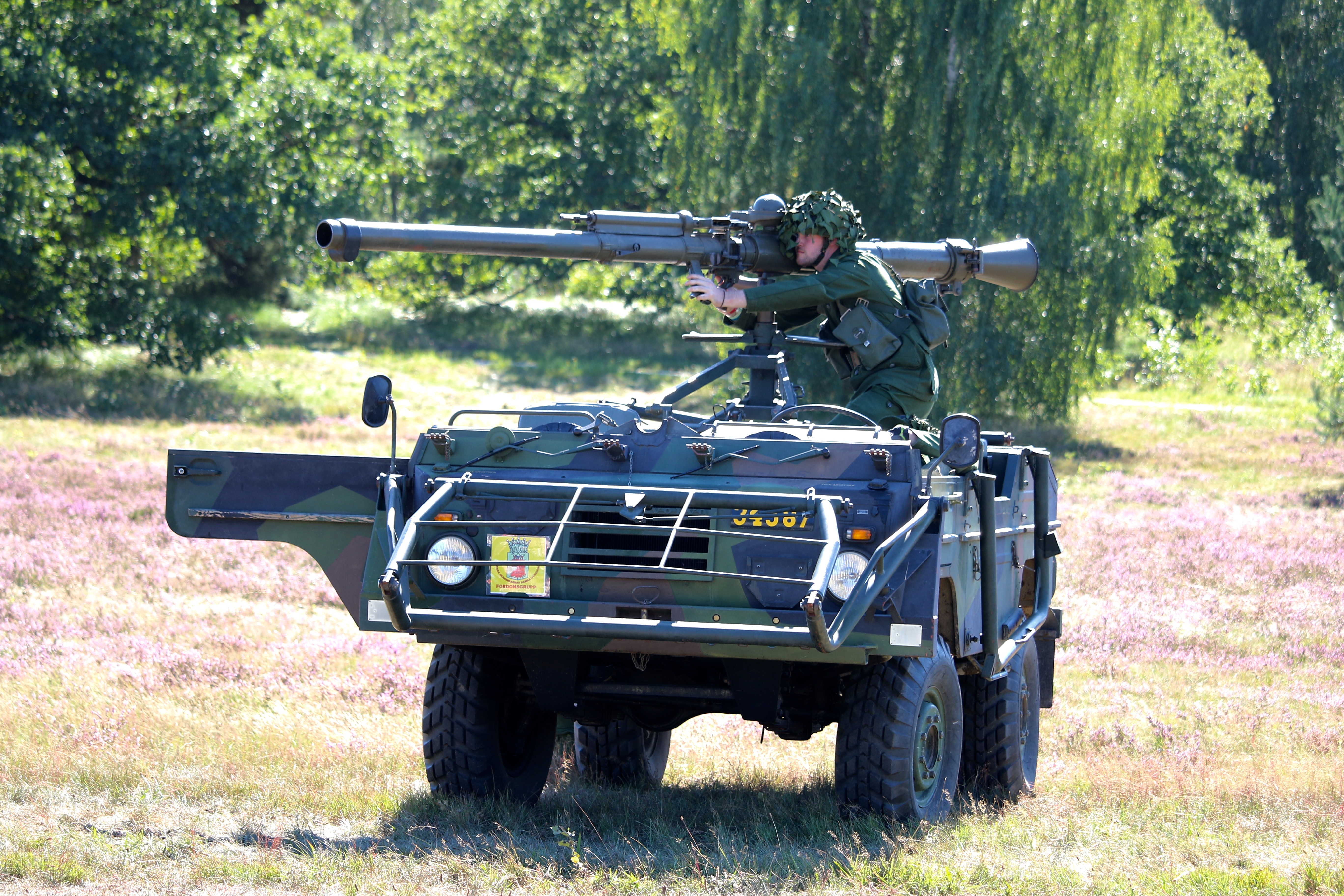
Fordonsmonterad svensk pansarvärnspjäs

Pansarvärn är de stridssystem som är speciellt anpassade på att slå ut pansarfordon.
De första vapnen som utformats specifikt för pansarvärn var pansarvärnsgevären som i grunden var vanliga gevär fast i väldigt grov kaliber. Dessa gevär uppfanns först av tyskarna som ett motmedel mot de första stridsvagnarna under första världskriget. I övrigt bekämpades stridsvagnar med vanligt artilleri under denna tid och tyskarna tog även fram de första stridsvagnsminorna.
Pansarvärnsgevär utvecklades av många länder under mellankrigstiden men under andra världskriget visade det sig att pansaret på de nyare stridsvagnarna hade blivit för tjockt för att kulorna skulle kunna penetrera det. Nya lösningar söktes och raketgevär, granatgevär samt pansarskott utvecklades för att ge infanteristen medel att bekämpa stridsvagnarna. I slutet av första världskriget tog man även fram ändamålsenliga pansarvärnskanoner som med tiden och speciellt under andra världskrigets gång blev allt grövre. Pansarvärnskanoner monterades även i pansarfordon (pansarvärnskanonvagnar) för att de skulle kunna följa med i den nya tidens rörliga krigföring. 
Efter kriget ersattes pansarvärnskanonvagnarna gradvis av stridsvagnar med förbättrad beväpning. En annan ny utveckling var pansarvärnsrobotarna, fjärr- eller självstyrda raketer som kan avfyras av infanteri, pansarfordon, helikoptrar eller flygplan.
I avsaknad av adekvat pansarvärn måste infanterisoldater storma pansarfordon vilket innebär att de måste ta sig inom nära håll och anfalla svaga punkter på fordonet med handgranater, sprängämnen eller med eldhandvapen. Detta är en av naturen farlig aktivitet men ibland det enda alternativet i stridens hetta.
Några alternativa pansarvärnsvapen är molotovcocktails och improviserade sprängmedel.